# Flindt
Flindt er en dansk handels- og embedsmandsslægt, hvis stamfader Henrik Flindt (død 1689), der var født i Rostock, 1678 tog borgerskab som skipper og handelsmand i Nykøbing Falster. Af hans mange børn skal nævnes købmand i Sakskøbing Hans Bergishagen Flindt (1678-1723), købmand i Nysted, kommerceråd Jacob Flindt (1684-1750) til Nielstrup, provst, slotspræst i Nykøbing Falster Frederik Flindt (1686-1751), der var kendt som prædikant, og købmand i Nykøbing Falster Thomas Flindt (1683-1719), hvis søn, major Henrik Flindt (1716-1791) var fader til Elisabeth Flindt (1743-1819), gift med konferensråd, landsdommer Otto Christopher von Munthe af Morgenstierne (1735-1809), til politimester Johan Thomas Henrik Flindt (1741-1805) og til kammerherre, oberst Henrik August Flindt (1756-1826). Denne var fader til general Carl Ludvig Henrik Flindt (1792-1856), hvis søn var landskabsgartner og haveinspektør Henrik (Henry) August Flindt (1822-1901).
Ovennævnte købmand Hans Bergishagen Flindt (1678-1723) var fader til sognepræst til Kippinge og Brarup Henrik Flindt (1702-1738), hvis søn, sognepræst til Torslunde og Ishøj Sigvard Christian Flindt (1737-1819) var farfader til professor, dr.med. Nicolaj Flindt (1843-1913) og til oberstløjtnant Henrik Emil Flindt (1850-1930).
Ovennævnte Jacob Flindt (1684-1750) til Nielstrup var fader til konferensråd, landsdommer Henrik de Flindt (1718-1790) til Nielstrup, der 1768 blev optaget i adelstanden; af hans børn skal nævnes oberst Christian Christopher de Flindt (1762-1831) til Nielstrup, kammerherre, generalløjtnant Jacob de Flindt (1768-1842), Christina Bodilla Birgitte Flindt (1748-1787), der var gift med ovennævnte konferensråd Otto Christopher von Munthe af Morgenstierne (1735-1809), og Anna Catharina Flindt (1750-1814) gift med kammerherre, stiftamtmand Caspar Wilhelm von Munthe af Morgenstierne (1744-1811).